# Stephen C. Harrison
Stephen C. Harrison (New Haven, Connecticut; 4 de junio de 1943) es un catedrático de Química Biológica y Farmacología Molecular, catedrático de Pediatría y director del Centro de Dinámica Molecular y Celular de la Facultad de Medicina de Harvard, jefe del Laboratorio de Medicina Molecular del Hospital Infantil de Boston e investigador del Instituto Médico Howard Hughes. 

## Educación y carrera
Licenciado en química y física por Harvard en 1963, fue becario Henry en el Laboratorio de Biología Molecular del MRC en Cambridge. En 1967 se doctoró en biofísica en Harvard, donde fue becario de investigación y miembro de la Society of Fellows, y se incorporó al cuerpo docente en 1971.

## Investigación
Sus amplios estudios sobre la estructura de las proteínas han contribuido a comprender la arquitectura vírica, el reconocimiento de proteínas del ADN y la señalización celular.
Harrison ha realizado importantes contribuciones a la biología estructural, sobre todo mediante la determinación y el análisis de las estructuras de virus y proteínas víricas, el análisis cristalográfico de complejos proteína-ADN y estudios estructurales de mecanismos de conmutación proteína-quinasa. Iniciador de la cristalografía de virus de alta resolución, ha pasado de sus primeros trabajos sobre el virus del raquitismo del tomate (1978) al estudio de patógenos humanos más complejos, como la cápside del virus del papiloma humano, la envoltura del virus del dengue y varios componentes del VIH. También ha centrado parte de su atención investigadora en ensamblajes aún más complejos, como las vesículas recubiertas de clatrina.
Dirigió el equipo de Biología Estructural del Centro de Inmunología de Vacunas contra el VIH/SIDA (CHAVI) cuando éste recibió una financiación del Instituto Nacional de Alergias y Enfermedades Infecciosas (NIAID) de unos 300 millones de dólares para abordar los principales obstáculos inmunológicos al desarrollo de vacunas contra el VIH y diseñar, desarrollar y probar nuevas candidatas a vacunas contra el VIH.

## Afiliación a sociedades
Es miembro de la Academia Estadounidense de Artes y Ciencias,  Academia Nacional de Ciencias,  Sociedad Filosófica Estadounidense,  Organización Europea de Biología Molecular, Asociación Cristalográfica Estadounidense y Asociación Estadounidense para el Avance de la Ciencia .

## Premios
- 1982 Premio Ledlie, Universidad de Harvard
- 1988 Premio Wallace P. Rowe, Instituto Nacional de Alergias y Enfermedades Infecciosas
- 1990 Premio Louisa Gross Horwitz (con Don Wiley y Michael Rossmann ), Universidad de Columbia
- 1990 Profesor Harvey, The Harvey Society, Nueva York
- 1995 Premio George Ledlie, Universidad de Harvard
- 1997 Premio Internacional del CIE en Virología
- 2001 Premio Paul Ehrlich y Ludwig Darmstaedter (con Michael Rossmann)
- 2005 Premio Bristol-Myers Squibb por logros distinguidos en la investigación de enfermedades infecciosas
- 2006 Premio Gregori Aminoff de Cristalografía (con David Stuart )
- Premio al logro en ciencias biológicas UCSD/Merck 2007 [13]
- 2011 Premio William Silen a la trayectoria en tutoría, Facultad de Medicina de Harvard [14]
- 2012 Cátedra Pauling, Universidad de Stanford
- 2014 Elegido miembro extranjero de la Royal Society de Londres. [15]
- 2015 Premio Welch de Química
- 2015 Doctorado honoris causa en Medicina, Universidad de Milán
- 2018 48º Premio Rosenstiel a la investigación sobre proteínas y virus. [16]